# Yu Nakasato
Yu Nakasato (中里 優, Nakasato Yu), née le 14 juillet 1994, est une joueuse internationale de football japonaise.

## Biographie
Le 2 juin 2016, elle fait ses débuts avec l'équipe nationale japonaise contre l'équipe des États-Unis. Elle compte 20 sélections en équipe nationale du Japon.

## Statistiques
Le tableau ci-dessous présente les statistiques de Yu Nakasato en équipe nationale
| Équipe du Japon | Équipe du Japon | Équipe du Japon |
| Année           | Matchs          | Buts            |
| --------------- | --------------- | --------------- |
| 2016            | 3               | 0               |
| 2017            | 13              | 0               |
| 2018            | 4               | 0               |
| Total           | 20              | 0               |

## Palmarès
- Troisième de la Coupe du monde des moins de 20 ans 2012